# Équipe de Hong Kong des moins de 17 ans de football
Maillots
L'équipe de Hong Kong des moins de 17 ans est une sélection de joueurs de moins de 17 ans au début des deux années de compétition placée sous la responsabilité de la Fédération de Hong Kong de football.
L'équipe a participé une seule fois à la phase finale du championnat d'Asie des moins de 16 ans, en 2014.

## Parcours en Coupe d'Asie des nations de football des moins de 16 ans
- 1985 : Forfait
- 1986 : Non inscrit
- 1988 : Non qualifié
- 1990 : Non qualifié
- 1992 : Non inscrit
- 1994 : Non qualifié
- 1996 : Non qualifié
- 1998 : Non qualifié
- 2000 : Non qualifié
- 2002 : Non qualifié
- 2004 : Non qualifié
- 2006 : Non qualifié
- 2008 : Non qualifié
- 2010 : Non qualifié
- 2012 : Non qualifié
- 2014 : 1er tour
- 2016 : Non qualifié
- 2018 : Non qualifié
- 2023 : À venir

## Parcours en Coupe du monde des moins de 17 ans
- 1985 : Non inscrit
- 1987 : Non inscrit
- 1989 : Non qualifié
- 1991 : Non qualifié
- 1993 : Non inscrit
- 1995 : Non qualifié
- 1997 : Non qualifié
- 1999 : Non qualifié
- 2001 : Non qualifié
- 2003 : Non qualifié
- 2005 : Non qualifié
- 2007 : Non qualifié
- 2009 : Non qualifié
- 2011 : Non qualifié
- 2013 : Non qualifié
- 2015 : Non qualifié
- 2017 : Non qualifié
- 2019 : Non qualifié
- 2023 : À venir